# Pio Taofinuʻu
Pio Kardinal Taofinuʻu SM (* 8. Dezember 1923 in Falealupo, Westsamoa; † 19. Januar 2006 in Apia) war ein samoanischer Geistlicher und römisch-katholischer Erzbischof von Samoa-Apia.

## Leben
Pio Taofinu’u studierte am Seminar von Wallis Island und bei den Maristenpatres in Green Meadows, Neuseeland, Philosophie und Katholische Theologie. Am 8. Dezember 1954 empfing er das Sakrament der Priesterweihe und arbeitete anschließend in der Pfarrseelsorge, ehe er in den Maristenorden eintrat und in New York City sein Noviziat absolvierte.
Nach seiner Rückkehr aus den Vereinigten Staaten wurde er Bischofsvikar und im Jahre 1966 Generalvikar der neu errichteten Diözese Apia. 1968 ernannte ihn Papst Paul VI. zum Bischof von Apia. Pio Taofinu’u wurde erster polynesischer Bischof der Kirchengeschichte. Die Bischofsweihe spendete ihm George Hamilton Pearce, Erzbischof von Suva; Mitkonsekratoren waren John Hubert Macey Rodgers, Bischof von Tonga, und Brian Patrick Ashby, Bischof von Christchurch.
Am 5. März 1973 nahm ihn Paul VI. als Kardinalpriester mit der Titelkirche Sant’Onofrio in das Kardinalskollegium auf. Kardinal Taofinu’u nahm am August-Konklave sowie am Oktober-Konklave 1978 teil.
Taofinu’u gründete zahlreiche Schulen und setzte sich für die Verbesserung der Lebensverhältnisse in den unteren Gesellschaftsschichten ein.
1982 wurde er Erzbischof von Samoa-Apia und Tokelau und versah dieses Amt bis zu seiner Emeritierung im Jahre 2002. Wichtig war ihm, dass seine Ortskirche, die dank der Missionare entstanden war, ihrerseits missionarisch wurde. Deshalb entsandte er in den 1990er Jahren Ordensschwestern der Kongregation der Sisters of Our Lady of Nazareth und Fidei-Donum-Priester seines Erzbistums in das neugegründete damalige Apostolische Vikariat Mandeville in Jamaika.
Am Konklave 2005, in dem Benedikt XVI. gewählt wurde, nahm er nicht teil, da er zu diesem Zeitpunkt das Höchstalter von 80 Jahren für das aktive Papstwahlrecht bereits überschritten hatte.